# Shunsuke Mori
Shunsuke Mori (jap. 森 俊介, Mori Shunsuke; * 4. Oktober 1994 in der Präfektur Hyōgo) ist ein japanischer Fußballspieler.

## Karriere
Shunsuke Mori erlernte das Fußballspielen in der Universitätsmannschaft der Kwansei-Gakuin-Universität. Seinen ersten Profivertrag unterschrieb er 2017 bei Albirex Niigata. Der Verein aus Niigata, einer Großstadt in der gleichnamigen Präfektur Niigata auf der Insel Honshū, spielte in der höchsten japanischen Liga, der J1 League. Nach der Saison 2017 musste er mit dem Club den Weg in die Zweitklassigkeit antreten. Die Saison 2018 wurde er an den Zweitligisten Tokyo Verdy ausgeliehen. Für den Club aus der Präfektur Tokio absolvierte er zwei Zweitligaspiele. 2019 kehrte er nach Ausleihe zu Niigata zurück. Für Niigata absolvierte er insgesamt fünf Spiele. Im Januar 2021 wechselte er nach Nara zum Viertligisten Nara Club. Am Ende der Saison 2022 feierte er mit dem Verein die Meisterschaft und den Aufstieg in die dritte Liga.

## Erfolge
Nara Club
- Japanischer Viertligameister: 2022  ▲